# Nuestros nombres
«Nuestros nombres» es el título de un tema del grupo español Héroes del Silencio, que fue lanzado en mayo de 1993 como sencillo de presentación de su tercer álbum de estudio, El espíritu del vino, y que estaba incluido en el corte n.º 1 del disco.

## Formato
Su primera aparición fue en formato de Sencillo en CD, en mayo de 1993 como sencillo promocional del nuevo álbum del grupo: El Espíritu del Vino. También en mayo se incluyó el tema en un CD maxi que también incluía los temas "Flor de loto", "Apuesta por el rock and roll" (una versión del tema de la banda zaragozana Más Birras) y una remezcla de "Nuestros nombres" realizada por Big Toxic. En junio de 1993 salió a la venta el álbum, compuesto de 16 canciones, del que "Nuestros Nombres" fue corte n.º 1. Después ha sido incluida en los álbumes: Parasiempre (versión en directo, 1996), Rarezas (remezclado por Noel Harris, 1998), Edición del Milenio (2000), Canciones 1984-1996 (2000), Antología Audiovisual (2004), The Platinum Collection (2006), Tour 2007 (2007) y Live in Germany (2011).
Es una de las canciones de la banda que ha aparecido en más discos, y la que más versiones tiene: la de estudio, en directo y dos adaptaciones.

## Listas de éxitos
El 19 de julio de 1993, "Nuestros nombres" se convirtió en n.º 1 de Los 40 principales, la principal lista de éxitos musicales en España.

## Contexto
En junio de 1993, Héroes del Silencio publicaron su tercer álbum de estudio, El espíritu del vino, que significó para el grupo zaragozano un cambio muy importante con respecto a su anterior trabajo, Senderos de Traición, con una gran influencia de su productor, el ex componente de Roxy Music, Phil Manzanera. Se puso de manifiesto en este trabajo la profunda transformación que estaba sufriendo el grupo y, sobre todo, la influencia de sus actuaciones en directo en sus trabajos de estudio. 

## La canción
"Nuestros nombres" significó un punto y aparte dentro de los registros musicales de Héroes. Es un tema largo con una letra compleja y ambigua, en la línea de lo que va a ser el disco. Al comienzo de la canción se oye un murmullo e incluso a un miembro de la banda tosiendo y a Enrique Bunbury maldiciendo. Parece ser que esta grabación se realizó durante una Nochevieja y decidieron conservarla para darle un toque de improvisación. El tema fue compuesto por Enrique y la musicalización es bastante compleja (en directo se interpretaba con dos guitarras más el bajo y la batería, y los coros los realiza el bajista Joaquín Cardiel). Sobre la letra se han dado múltiples interpretaciones, la mayoría dicen que habla de una relación sexual entre dos personas que apenas se conocen, pero como en todas las letras de Héroes, son sólo conjeturas. El diseñador de los logos del cuadernillo del disco afirmó sobre esta canción que efectivamente hablaba de sexo. El dibujo que creó para simbolizarla es también muy ambiguo, pues se evitó hacer algo demasiado evidente. Es algo similar a un símbolo tribal sobre un sol.
La canción comienza con un desacorde de guitarra y un grito de Enrique Bunbury para pasar a un gran protagonismo de la batería de Pedro Andreu, que marca todo el ritmo posterior. Es una de las canciones que mejor ha funcionado en directo y la interpretaron en la mayoría de los conciertos ofrecidos por el grupo. Como todos los temas del disco, fue grabada en el Gallery Studio de Londres.

## Videoclip

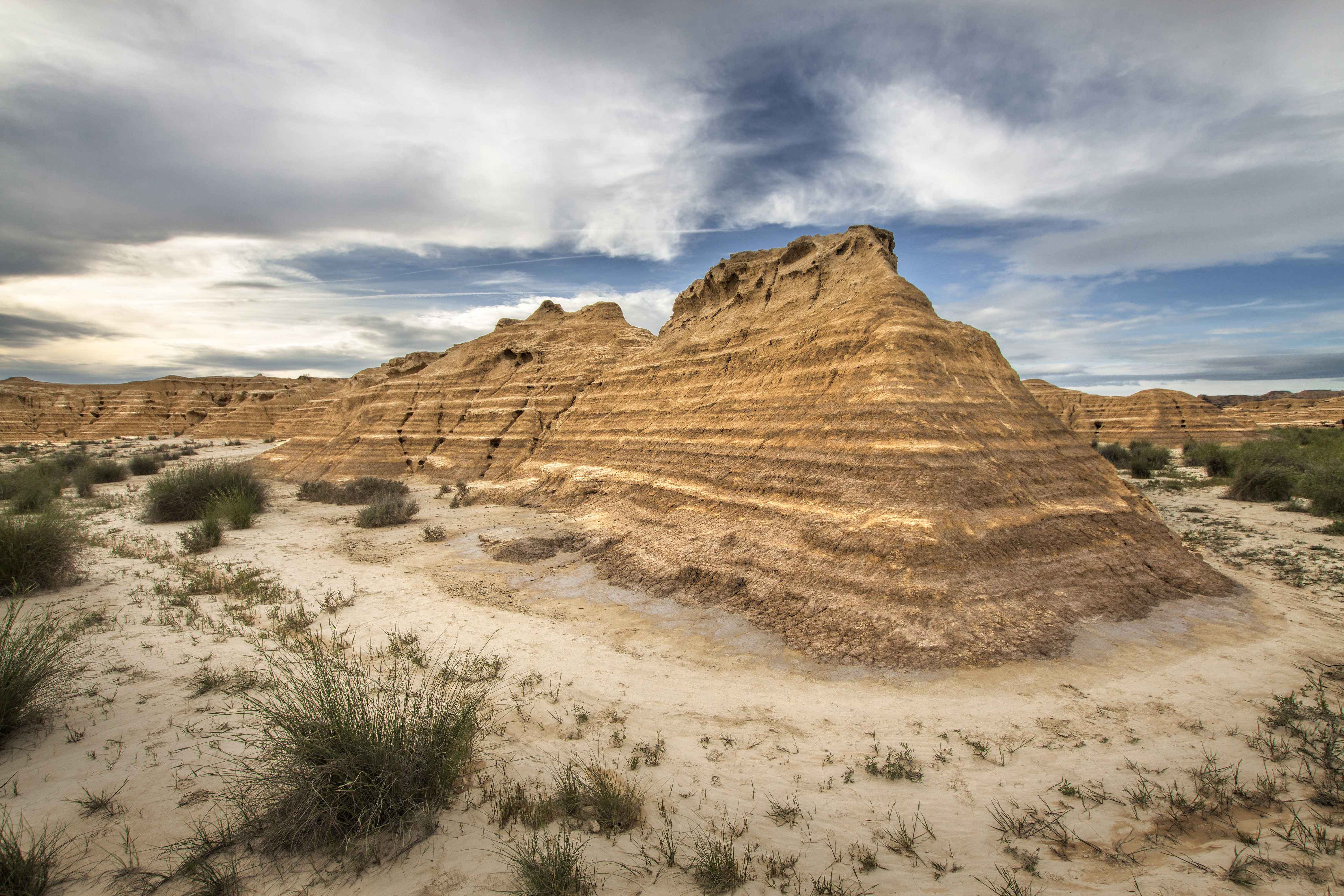
Vista del paraje de las Bardenas Reales, donde fue grabado parte del videoclip de la canción.

El videoclip de la canción fue realizado por la compañía Video Inferno, y dirigido por Jorge Ortiz y Pite Piñas. Se grabó en las Bardenas Reales de Navarra y el castillo de Marcuello en Huesca a principios de 1993.
El vídeo está realizado en blanco y negro, con rápidos movimientos de cámara, dando una gran importancia a las figuras de los músicos sobre un fondo desértico. Las únicas imágenes en color se ven dentro de la bola de cristal que aparece también en la portada del disco. Es también la presentación de una nueva imagen del grupo, más maduro y evolucionado.
Sirvió como presentación televisiva del nuevo disco y fue ofrecido con asiduidad por las cadenas musicales MTV y 40 TV, en España, y otras, sobre todo en México y Argentina.